# پرستشگاه زرتشتیان
پرستشگاه زرتشتیان بنایی ساخته‌شده در دوره پهلوی است و در یزد، بلواربسیج، کوچه جنب آب انبار رستم گیو واقع شده و این اثر در تاریخ ۲۰ آذر ۱۳۷۹ با شمارهٔ ثبت ۲۹۲۶ به‌عنوان یکی از آثار ملی ایران به ثبت رسیده‌است.